# Canal d'Asagny
Canal d'Asagny är en kanal i Elfenbenskusten. Den ligger i distriktet Lagunes, i den södra delen av landet, 190 km söder om huvudstaden Yamoussoukro. Canal d'Asagny förbinder lagunerna Grand-Lahou och Ébrié och byggdes mellan 1912 och 1918.